# Estão Todos Bem
Everybody's Fine (pt/br: Estão Todos Bem) é um filme americano de 2009, dirigido por Kirk Jones e estrelado por Robert De Niro. É uma refilmagem do filme italiano Stanno tutti bene, de Giuseppe Tornatore.

## Sinopse
Frank Goode sempre trabalhou em uma fábrica de cabos telefônicos, dedicando sua vida a sustentar a família. Aposentado e viúvo há oito meses, ele aguarda a vinda dos quatro filhos - David, Robert,Rosie e Amy  -, espalhados em várias cidades, para um churrasco em família. Entretanto, de última hora eles desmarcam o compromisso. E Frank vai atrás de seus filhos para lhes fazer uma surpresa.

## Elenco
- Robert De Niro … Frank Goode
- Drew Barrymore … Rosie
- Kate Beckinsale … Amy
- Sam Rockwell … Robert
- Lucian Maisel … Jack
- Katherine Moennig - Jilly